# Сунтар (река)
Сунта́р (якут. Сунтаар) — река в России, левая составляющая Кюенте, протекает по территории Оймяконского района Якутии. Длина реки — 184 км, площадь водосборного бассейна — 7990 км². При слиянии с рекой Агаякан образует реку Кюенте, левый приток Индигирки.
Сунтар стекает с хребта Сунтар-Хаята на Оймяконское плоскогорье. В верховье течёт преимущественно на север, в среднем течении — на северо-восток, в низовье поворачивает на восток. Около устья на реке расположено село Агаякан.

## Притоки
Основные притоки (от устья к истоку):
- 13 км: руч. Дикий (пр)
- 17 км: руч. Ледяной (лв)
- 21 км: Сахарынья (пр)
- 24 км: Кюбюме (лв)
- 30 км: Тарыннах (пр)
- 74 км: Остолболах (пр)
- 85 км: Джабынь (пр)
- 109 км: без названия (пр)
- 111 км: Угамыт (лв)
- 117 км: Сыатынья (пр)
- 127 км: Колтако (лв)
- 136 км: Бааля (лв)
- 139 км: Нейдагычан (пр)
- 147 км: Улынжья (лв)
- 153 км: Комнано (пр)
- 157 км: Хоронь (пр)
- 170 км: без названия (пр)

## Данные водного реестра
По данным государственного водного реестра России относится к Ленскому бассейновому округу, речной бассейн реки — Индигирка, водохозяйственный участок реки — Индигирка от истока до впадения реки Неры.
Код объекта в государственном водном реестре — 18050000112117700038159.